# Raimondo Taucar
Raimondo Taucar (Duino, 18 gennaio 1925 – ...) è stato un calciatore italiano, di ruolo difensore.

## Carriera
Dopo aver disputato il Campionato Alta Italia 1944 con il C.R.D.A. Monfalcone, nel dopoguerra passa al Vigevano con cui debutta in Serie B nel 1947-1948 totalizzando 33 presenze.
Nel 1949 passa al Parma, con cui disputa cinque campionati di Serie C vincendo quello della stagione 1953-1954 e giocando altre 22 gare nel successivo campionato di Serie B.
Passa infine al Ravenna, con cui diventa campione d'Italia di IV Serie nel 1956-1957 e gioca per un ultimo anno in Serie C.

## Palmarès

### Club

#### Competizioni nazionali
- Serie C: 1

Parma: 1953-1954
- Scudetto Dilettanti: 1

Ravenna: 1956-1957